# Katastrofa lotu Ukraine Air Alliance 4050
Katastrofa lotu Ukraine Air Alliance 4050 – wypadek lotniczy samolotu Antonow An-12, należącego do Ukraine Air Alliance, do którego doszło 4 października 2019 we Lwowie na Ukrainie. W wyniku wypadku śmierć poniosło 5 osób, 3 osoby zostały ciężko ranne.

## Wypadek
Samolot wystartował z lotniska w Vigo i leciał na lotnisko w Stambule, z zamiarem lądowania na lotnisku we Lwowie, w celu zatankowania paliwa przed dalszą podróżą.
Samolot zbliżał się do pasa 31, kursem 310, przy trudnych warunkach pogodowych i słabej widoczności. Załoga zgłosiła sytuację awaryjną ze względu na niski poziom paliwa i rozpoczęła awaryjne lądowanie. Samolot uderzył w ziemię 1,5 km przed progiem pasa startowego. Po uderzeniu kokpit się odłamał, a ładunek przesunął się, miażdżąc i zabijając 5 osób.

## Ofiary
Początkowo znaleziono trzy ciała, później odnaleziono dwa zaginione ciała. W katastrofie zginęło 5 osób – 4 członków załogi i 1 pasażer.

## Dochodzenie
W dniu 8 października 2021 NBAAI opublikowało raport, w którym stwierdzono, że prawdopodobną przyczyną katastrofy było niewykonanie przez załogę czynności, na skutek nadmiernego zmęczenia fizycznego, co doprowadziło do zejścia samolotu poniżej ścieżki schodzenia.
Do katastrofy przyczyniło się prawdopodobnie przekroczenie masy startowej samolotu podczas odlotu w Vigo, co mogło spowodować wzrost zużycia paliwa, którego pozostała część nie pozwoliło na dolecenie na lotnisko w Boryspolu.

## Następstwa
Dzień po katastrofie Ukraine Air Alliance otrzymała zakaz wykonywania lotów w przestrzeni powietrznej Unii Europejskiej. W dniu 7 października 2019 roku Państwowa Administracja Lotnicza Ukrainy ogłosiła, że certyfikat operatora lotniczego Ukraine Air Alliance wygasa z dniem 5 października 2019 roku o godzinie 00:00 UTC.